# Шикачик
Шика́чик (Coracina) — рід горобцеподібних птахів родини личинкоїдових (Campephagidae). Представники цього роду мешкають в Південно-Східній Азії та Австралазії (за винятком великого шикачика, який мешкає в Південній Азії).

## Таксономія
За результатами молекулярно-генетичного дослідження, опублікованими в 2010 році, низку видів, яких раніше відносили до роду Coracina, було переведено до відновлених родів Edolisoma і Ceblepyris, а також до роду Оругеро (Lalage).

## Види
Рід нараховує 22 види:
- Шикачик товстодзьобий (Coracina caeruleogrisea)
- Шикачик довгохвостий (Coracina longicauda)
- Шикачик волошковий (Coracina temminckii)
- Шикачик строкатий (Coracina bicolor)
- Шикачик австралійський (Coracina maxima)
- Шикачик жовтоокий (Coracina lineata)
- Шикачик масковий (Coracina novaehollandiae)
- Шикачик темнокрилий (Coracina boyeri)
- Шикачик буруйський (Coracina fortis)
- Шикачик сріблистий (Coracina personata)
- Шикачик темний (Coracina welchmani)[14]
- Шикачик меланезійський (Coracina caledonica)
- Шикачик смугастий (Coracina striata)
- Шикачик яванський (Coracina javensis)
- Шикачик великий (Coracina macei)
- Шикачик андаманський (Coracina dobsoni)[15][16]
- Шикачик сизий (Coracina schistacea)
- Шикачик білогузий (Coracina leucopygia)
- Шикачик чорнощокий (Coracina larvata)
- Шикачик чорнолобий (Coracina papuensis)
- Шикачик мануський (Coracina ingens)
- Шикачик молуцький (Coracina atriceps)

## Етимологія
Наукова назва роду Coracina походить від слова дав.-гр. κορακινος — малий крук.